# Кенеи
Кенеи (建永) је јапанска ера (ненко) која је настала после Генкју и пре Џоген ере. Временски је трајала од априла 1206. до октобра 1207. године и припадала је Камакура периоду. Владајући монарх био је цар Цучимикадо.

## Важнији догађаји Кенеи ере
- 1206. (Кенеи 1, други месец): Шогун Санемото ојачава своју позицију на двору.[4]
- 1206. (Кенеи 1, седми дан трећег месеца): Цар планира да посети свог регента, Куџоа Јошицунеа, али у ноћи пре планиране посете непознати убица убија тридесетосмогодишњег Јошицунеа копљем. Дворски садаиџин Коное Ијезане наслеђује место регента док је његово место наследио „даинагон“ Фуџивара но Тадацуне.[5][6]
- 1206. (Кенеи 1, дванаести месец): Коное Ијезане престаје да буде „сешо“ (регент) и постаје „кампаку“ (саветник).[7]